# Peter Bischoff
Pour les articles homonymes, voir Bischoff.
Peter Bischoff, né le 24 mars 1904 et mort le 1er juillet 1976 à Hambourg, est un marin allemand. 

## Carrière
Il est sacré champion olympique de voile en épreuve de quillard deux équipiers Star open aux Jeux olympiques d'été de 1936 de Berlin, en compagnie de Hans-Joachim Weise, à bord du Wannsee.